# John Buchan (1. baron Tweedsmuir)
John Buchan (ur. 26 sierpnia 1875 w Perth, zm. 11 lutego 1940 w Montrealu) – szkocki pisarz i polityk, w latach 1935-1940 gubernator generalny Kanady.

## Życiorys
Ukończył filologię klasyczną na uniwersytetach w Glasgow i Oksfordzie. Wkrótce potem wyjechał do Afryki, gdzie został asystentem prominentnego administratora kolonialnego, lorda Milnera. Po powrocie do kraju osiadł w Londynie i został współwłaścicielem oficyny wydawniczej, rozwijał też karierę pisarską (patrz niżej). W 1911 po raz pierwszy próbował dostać się do Izby Gmin, startując w wyborach bez powodzenia jako kandydat Partii Konserwatywnej. Podczas I wojny światowej był korespondentem dziennika The Times we Francji, pisywał także teksty dla Biura Propagandy Wojennej. W 1916 dołączył do wywiadu wojskowego, w praktyce zajmując się pisaniem przemówień dla marszałka Haiga. W 1917 wrócił do Anglii i został jednym z głównych propagandzistów zatrudnianych w czasie wojny przez brytyjski rząd.
Po wojnie skupił się na pisaniu, nie rezygnując jednak z ambicji politycznych. Dwukrotnie pełnił funkcję Lorda Wysokiego Komisarza (osobistego przedstawiciela monarchy) podczas Zgromadzeń Ogólnych Kościoła Szkocji. W 1927 dostał się wreszcie do parlamentu jako reprezentant szkockich uczelni wyższych (istniały jeszcze wówczas tzw. uniwersyteckie okręgi wyborcze) i zasiadł w ławach szkockiej Partii Unionistów. W 1935 został gubernatorem generalnym Kanady, a ponieważ stanowisko to zajmowali dotąd zawsze arystokraci, otrzymał dziedziczny tytuł barona Tweedsmuir. Był pierwszą w historii osobą sprawującą ten urząd, która zmarła w trakcie swojej kadencji. 6 lutego 1940, podczas pobytu w Montrealu, goląc się doznał nagle udaru mózgu i przewrócił się, odnosząc dodatkowe obrażenia na skutek upadku. Pomimo wysiłków lekarzy (poddano go m.in. dwóm operacjom), zmarł w szpitalu pięć dni później. Po pogrzebie z najwyższymi honorami państwowymi, jego prochy zostały przewiezione na pokładzie okrętu brytyjskiego do Anglii, gdzie spoczął na terenie swej posiadłości pod Oksfordem.

## Twórczość
Buchan opublikował ponad 100 książek, w tym 30 powieści, a także zbiory opowiadań i opracowania biograficzne. Po polsku ukazała się dotąd tylko jedna jego praca, 39 stopni czyli Tajemnica czarnego kamienia (przełożył Tomasz Kubikowski; Puls; Londyn 1992).
Do jego najbardziej znanych pozostałych dzieł należą:
- Castle Gay
- The Courts of the Morning
- The Dancing Floor
- The Gap in the Curtain
- Greenmantle
- The House of Four Winds
- The Island of Sheep
- John Macnab
- Mr Standfast
- The Power-House
- Prester John
- Salute to Adventurers
- Sick Heart River
- The Thirty-Nine Steps
- The Three Hostages
- Witch Wood